# Watoomb
Watoomb è un personaggio immaginario dei fumetti dell'Universo Marvel. Compare in albi a fumetti pubblicati negli Stati Uniti d'America dalla Marvel Comics.

## Biografia del personaggio
Il personaggio era inizialmente un mago dotato di straordinari poteri e abilità che usava per affrontare altre potenti creature. Millenni fa partecipò a una scommessa con altri otto suoi pari. I suoi adoratori costruirono un tempio in suo onore in quella che un giorno sarebbe diventata l'Australia del nord, e vi piazzarono il totem che avrebbe contenuto il suo potere: la cascata di Watoomb. In seguito trascrisse parte delle sue conoscenza in una pergamena, e creò uno scettro con poteri magici.
In epoca moderna scelse un discepolo a cui passare lo scettro così da avere la possibilità di allontanarsi dalle questioni mistiche per un po' di tempo. Decise di cederlo al vincitore di uno scontro tra il Dottor Strange e Cyrus Black e a entrambi diede una parte dello scettro, ma fu Strange a vincere la battaglia. Successivamente Xandu rubò lo scettro a Strange ma grazie all'aiuto dell'Uomo Ragno riuscì a recuperarlo.
Watoomb è uno dei vari mistici coinvolti nella Guerra delle Sette Sfere, che dura da 5000 anni tra diverse entità magiche. Watoomb provò a usare Strange in questo conflitto, ma questi si rifiutò tramite un incantesimo che lo rese uno strumento neutrale in questa guerra.
Infine Nicolette Giroux riuscì a trovare il tempio perduto di Watoomb e toccando la cascata di Watoomb si trasformò nell'avatar Tempest.